# هاريسون إي. هاو
هاريسون إي. هاو (بالإنجليزية: Harrison Estell Howe) هو كيميائي أمريكي، ولد في 1881 في جورجتاون في الولايات المتحدة، وتوفي في 10 ديسمبر 1942 في واشنطن العاصمة في الولايات المتحدة.